# Цинхэмэнь
Цинхэмэ́нь (кит. упр. 清河门, пиньинь Qīnghémén, буквально: «врата, выходящие к реке Цинхэ») — район городского подчинения городского округа Фусинь провинции Ляонин (КНР).

## История
Во времена империи Мин здесь в 1442 году было возведено укрепление Цинхэбао (清河堡), которое в 1503 году было переименовано в Дацинбао (大清堡). После того, как эти места попали в состав государства Поздняя Цзинь, здесь в 1622 году возник городок Цинхэчэн (清河城).
В 1636 году в Цинхэчэне была возведена княжеская резиденция, которую люди называли «княжескими палатами» (王爷殿), а потом стали в просторечьи звать «княжьим подворьем» (王爷店). В 1676 году у княжьего подворья были сделаны боковые ворота, которые официально назывались «боковыми воротами, выходящими к реке Цинхэ» (清河边门), но все называли просто «вратами, выходящими к реке Цинхэ». Постепенно это название перешло на местный посёлок.
В 1983 году из посёлка Цинхэмэнь и прилегающей территории был образован район городского подчинения Цинхэмэнь.

## Административное деление
Район Цинхэмэнь делится на 4 уличных комитетов и 2 посёлка.

## Соседние административные единицы
Район Цинхэмэнь граничит со следующими административными единицами:
- Фусинь-Монгольский автономный уезд (на севере)
- Городской округ Чаоян (на юго-западе)
- Городской округ Цзиньчжоу (на юго-востоке)